# Huásabas
Huásabas è un comune del Messico, situato nello stato di Sonora.